# Изрок
Изрок (на сръбски: Изрок) е село в Сърбия, разположено в община Тутин, Рашки окръг. Намира се на 754 метра надморска височина. Населението му според преброяването през 2011 г. е 128 души. При преброяването на населението през 2002 г. има 107 жители, от тях: 107 (100,00 %) бошняци.

## Население
Численост на населението според преброяванията през годините:
- 1948 – 118 души
- 1953 – 132 души
- 1961 – 128 души
- 1971 – 113 души
- 1981 – 123 души
- 1991 – 112 души
- 2002 – 107 души
- 2011 – 128 души